# 阿尔森塔莱斯
阿尔森塔莱斯（西班牙語：Arcentales）是西班牙巴斯克自治区比斯开省的一个市镇。总面积37平方公里，总人口655人（2001年），人口密度18人/平方公里。